# Lexikon der Uhrmacherkunst
Das Lexikon der Uhrmacherkunst war zu Beginn des 20. Jahrhunderts laut seinem Untertitel ein „Handbuch für alle Gewerbetreibenden und Künstler der Uhrenbranche“. Das Lexikon erschien erstmals 1901 in Berlin im Selbstverlag von Carl Schulte, Redakteur der Allgemeinen Deutschen Uhrmacher-Zeitung. Dieser Fachzeitschrift lag es auch als Beilage der Jahrgänge 12 bis 14 bei.
Das 952 Seiten umfassende Nachschlagewerk mit 224 Illustrationen und einem Porträt enthält unter anderem Biographien und wird unter anderem den Rubriken Wörterbuch, Uhrmacher und Uhrmacherhandwerk, Uhrentechnik und Uhrengeschichte zugeordnet. Thematisch zählt es auch zu den Gebieten der Feinwerktechnik und Mechatronik.
Das Lexikon erschien zuletzt im Jahr 1980 im Verlag des Zentralantiquariats der DDR in Leipzig als Nachdruck der 2., umgearbeiteten und stark vermehrten Auflage aus dem Jahr 1902. Darüber hinaus erschien in München bei Callwey ein fotomechanischer Neudruck des zuvor in Bautzen bei Hübner 1902 erschienenen Werkes unter der ISBN 376670432X oder der ISBN 978-3-7667-0432-0.